# هندریک ردانت
هندریک ردانت (انگلیسی: Hendrik Redant؛ زادهٔ ۱ نوامبر ۱۹۶۲) دوچرخه‌سوار اهل بلژیک است.